# Chochos con tostado
Chochos con tostado (chocho en lengua Quechua se dice tawri) es una comida tradicional de los Andes, particularmente en Ecuador. Este plato se conforma de maíz seco tostado con grasa y sal. Los chochos son los frutos de una leguminosa (lupinus) cuyas semillas se pueden consumir cuando están maduras y secas.